# Tinmal
Tinmal (in berbero: ⵜⵉⵏⵎⴻⵍ, Tinmel, in arabo تينمل‎?) fu un'antica città berbera dell'XI secolo situata nell'Alto Atlante, in Marocco, a 100 km a sud di Marrakesh.
Viene considerata il luogo natale della dinastia degli Almohadi, e da qui partirono le vittoriose campagne militari della dinastia che la portò a sconfiggere gli Almoravidi del Maghreb al-Aqsa (attuale Marocco), per arrivare a sottomettere tutto il Maghreb e al-Andalus (la Spagna islamica).
Attualmente rimangono alcune rovine come parti delle mura che circondavano la città e la Grande Moschea di Tinmal, archetipo delle altre grandi moschee edificate dagli Almohadi.

## Storia
Tinmal era un villaggio praticamente sconosciuto fino alla fine dell'XI secolo, quando il leader religioso Ibn Tūmart vi trovò rifugio nel 1124 dopo essere stato espulso dalla capitale almoravide Marrakesh dal sultano ʿAlī ibn Yūsuf. Ibn Tūmart, era un berbero dell'Atlante, della confederazione tribale dei Maṣmūda, che fondò il movimento religioso almohade.
Quando tornò nel Maghreb al-Aqsa dopo aver studiato teologia nel resto del mondo islamico, accompagnato da un gruppo di discepoli, iniziò a predicare la propria dottrina, che causò l'opposizione dei regnanti Almoravidi, che consideravano tale dottrina troppo troppo radicale.

Ibn Tūmart, soprannominato al-Mahdī (il "ben guidato da Dio"), si stabilì a nella capitale almoravide Marrakesh, dove diede inizio a una campagna contro quella che considerava una deviazione morale, addossandone la colpa alla dinastia regnante. Nel 1124 fu espulso dalla città dopo aver attaccato la sorella del sultano Alī ibn Yūsuf perché non velata, facendola cadere dal cavallo.
Da Tinmal, Ibn Tūmart cominciò a reclutare i berberi delle montagne per la sua causa religiosa, istituendo un potente movimento religioso e militare che in pochi anni, sotto il comando del suo successore 'Abd al-Mu'min, rovesciò gli Almoravidi.
Nel 1147, dopo la conquista di Marrakesh, la capitale fu trasferita in questa città, ma Tinmal rimase la capitale religiosa e vi fu mantenuto il tesoro imperiale, diventando una meta importante di pellegrinaggi e centro di studi. Gli sceicchi di Tinmal e della valle circostante mantennero un grande potere e influenza politica sull'impero almohade.
Nel 1153-1154 (altre fonti parlano del 1156), 'Abd al-Mu'min fece costruire la Grande Moschea di Tinmal, che servì anche da mausoleo, dove furono sepolti i primi tre califfi della dinastia almohade:' Abd al-Mu'min, Abū Yaʿqūb Yūsuf e Abū Yūsuf Yaʿqūb al-Manṣūr.
Dopo il declino della dinastia almohade, la città perse la sua importanza, ma è rimasta un luogo di forte connotazione spirituale, fino a quando la città non venne devastata dai Merinidi nel 1276.

## Grande Moschea
La Grande Moschea di Tinmal è una delle poche moschee in Marocco che i non musulmani possono visitare.
L'edificio occupa un rettangolo di 48,1 m per 43,6 m, a cui si accede da sei porte. Quattro porte danno accesso alla sala di preghiera e due al cortile. La sala di preghiera ha una pianta a T, con nove navate longitudinali. La navata centrale si distingue dalle altre per le sue dimensioni.
Per quanto riguarda la decorazione, quello che spicca di più è la varietà e la complessità degli archi, in particolare quelli che portano al miḥrāb. Oltre agli archi, le pareti, in particolare quella di fronte al miḥrāb, sono decorate con motivi geometrici tipici dell'austera architettura almohade.
Pur essendo stato oggetto di restauro nei primi anni 2000, la moschea è rimasta ancora parzialmente in rovina. Tuttavia, è ancora utilizzata come luogo di preghiera, soprattutto il venerdì, il giorno in cui l'ingresso è vietato ai non musulmani. Accanto ad essa si trova un piccolo museo dove sono esposti alcuni elementi decorativi che sono stati trovati durante lavori di restauro.
La moschea è stata registrata come candidata Patrimonio dell'umanità nel 1995.
L'edificio è stato distrutto definitivamente da un terremoto nel 2023. 

## Galleria d'immagini

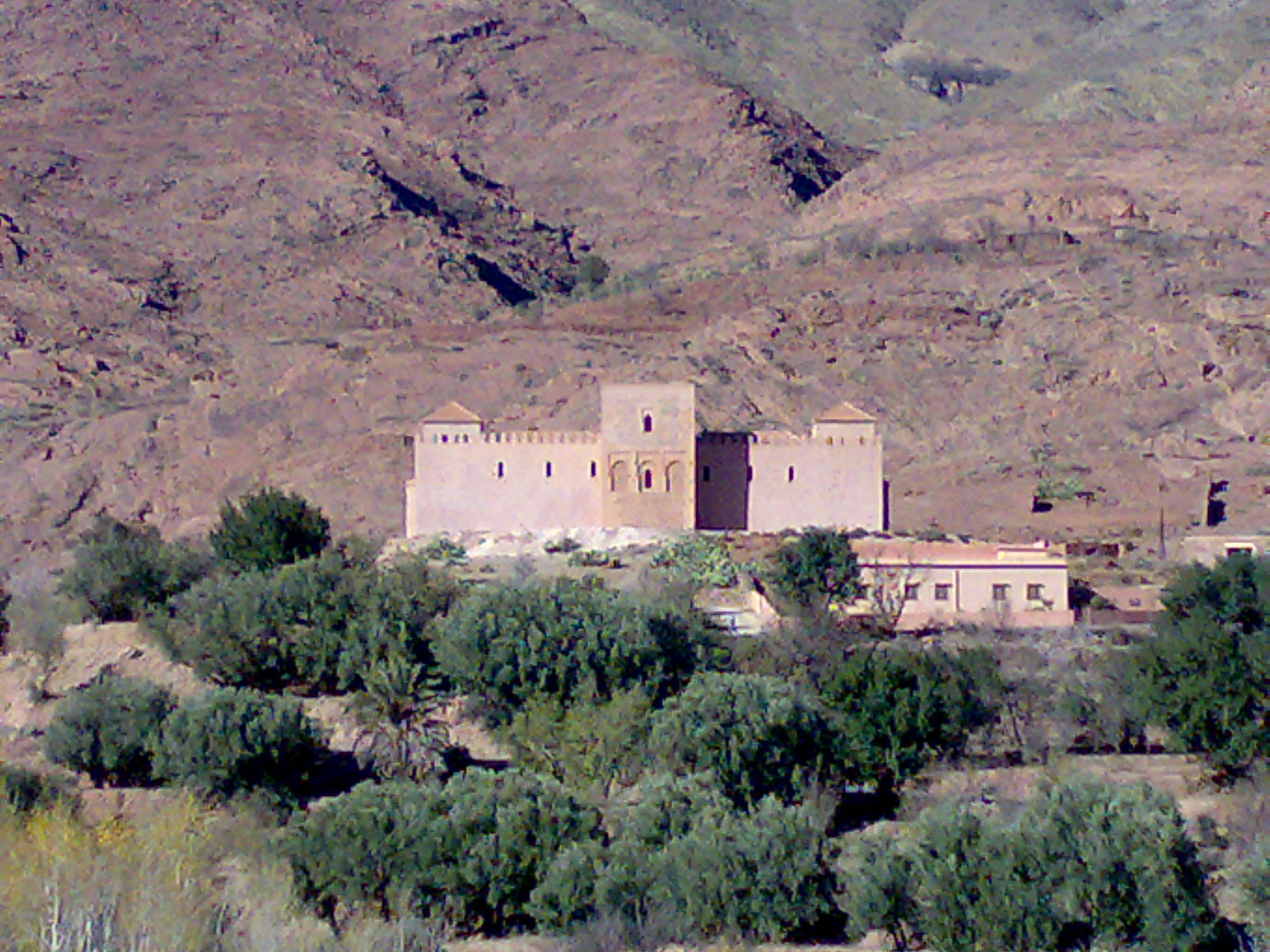
La Grande Moschea di Tinmal
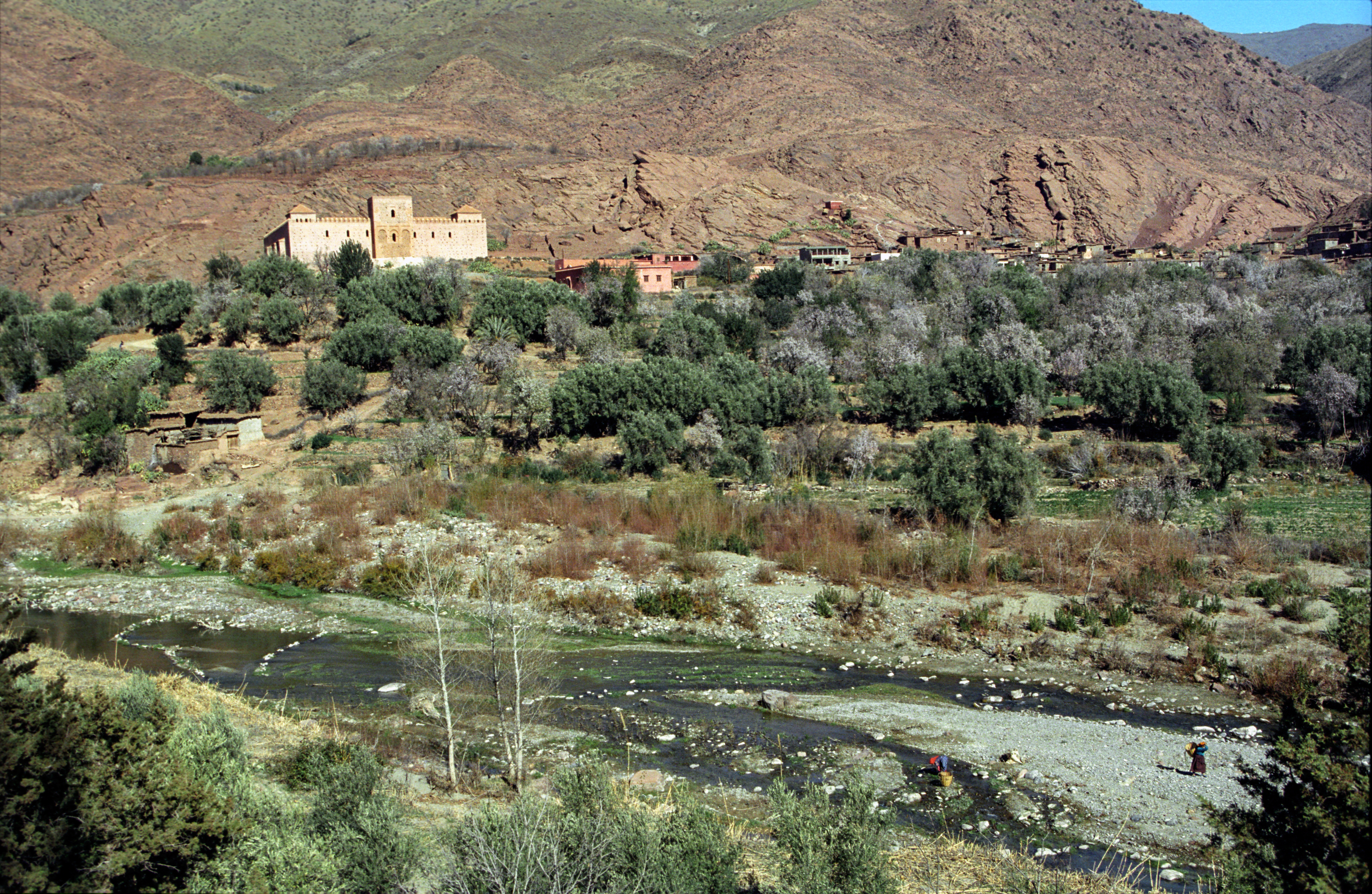
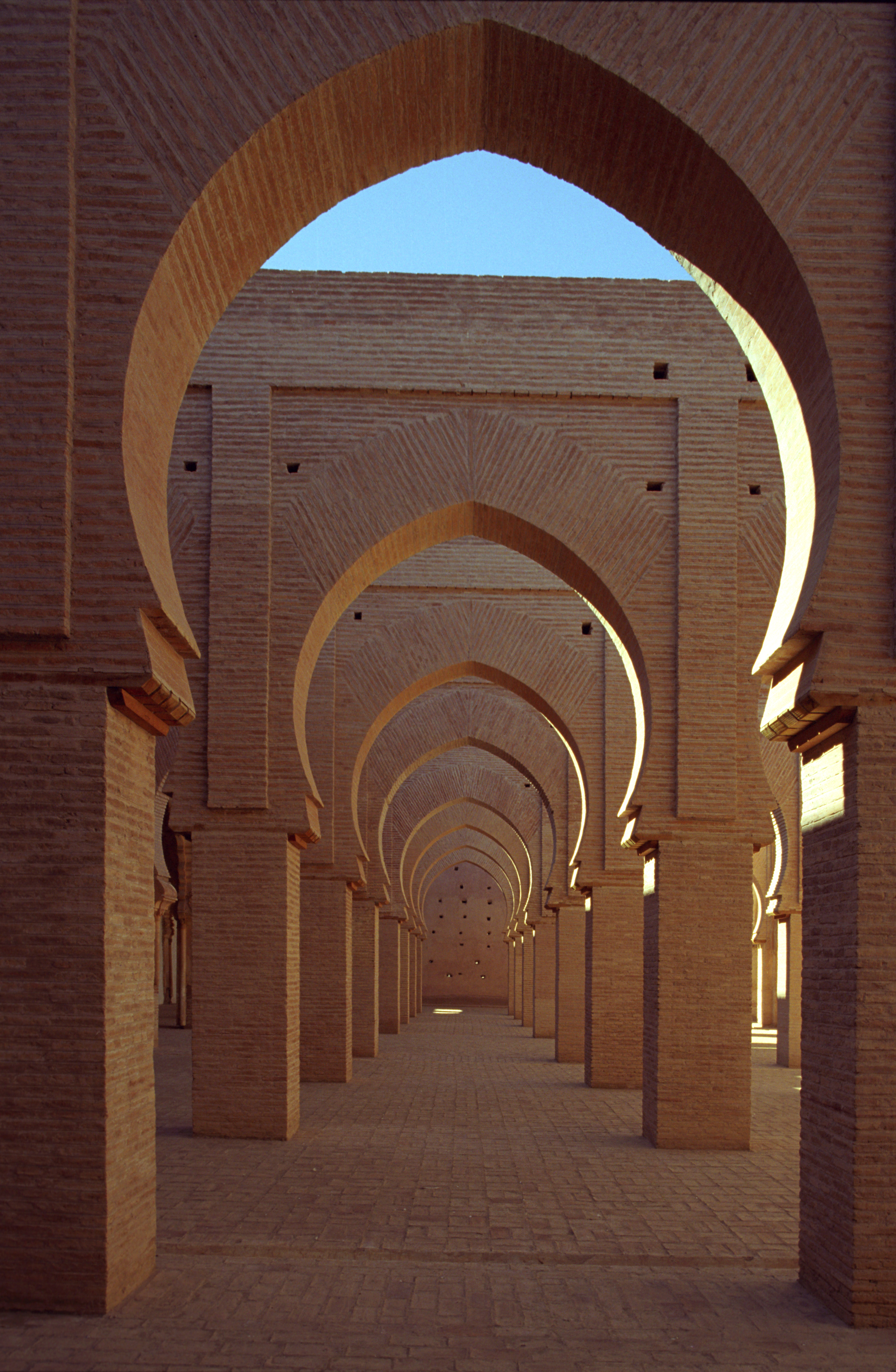
Gli archi interni della Grande Moschea di Tinmal
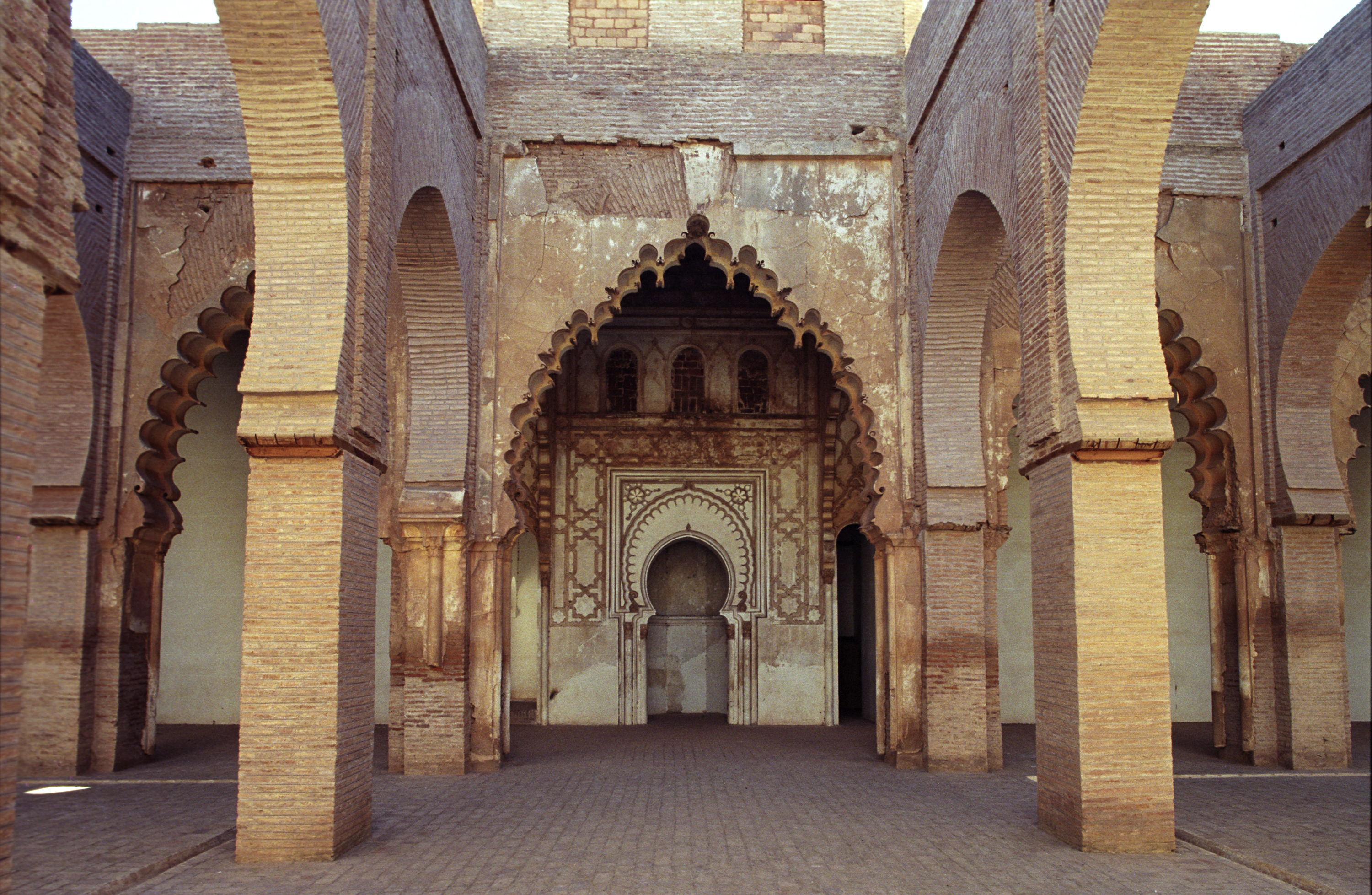
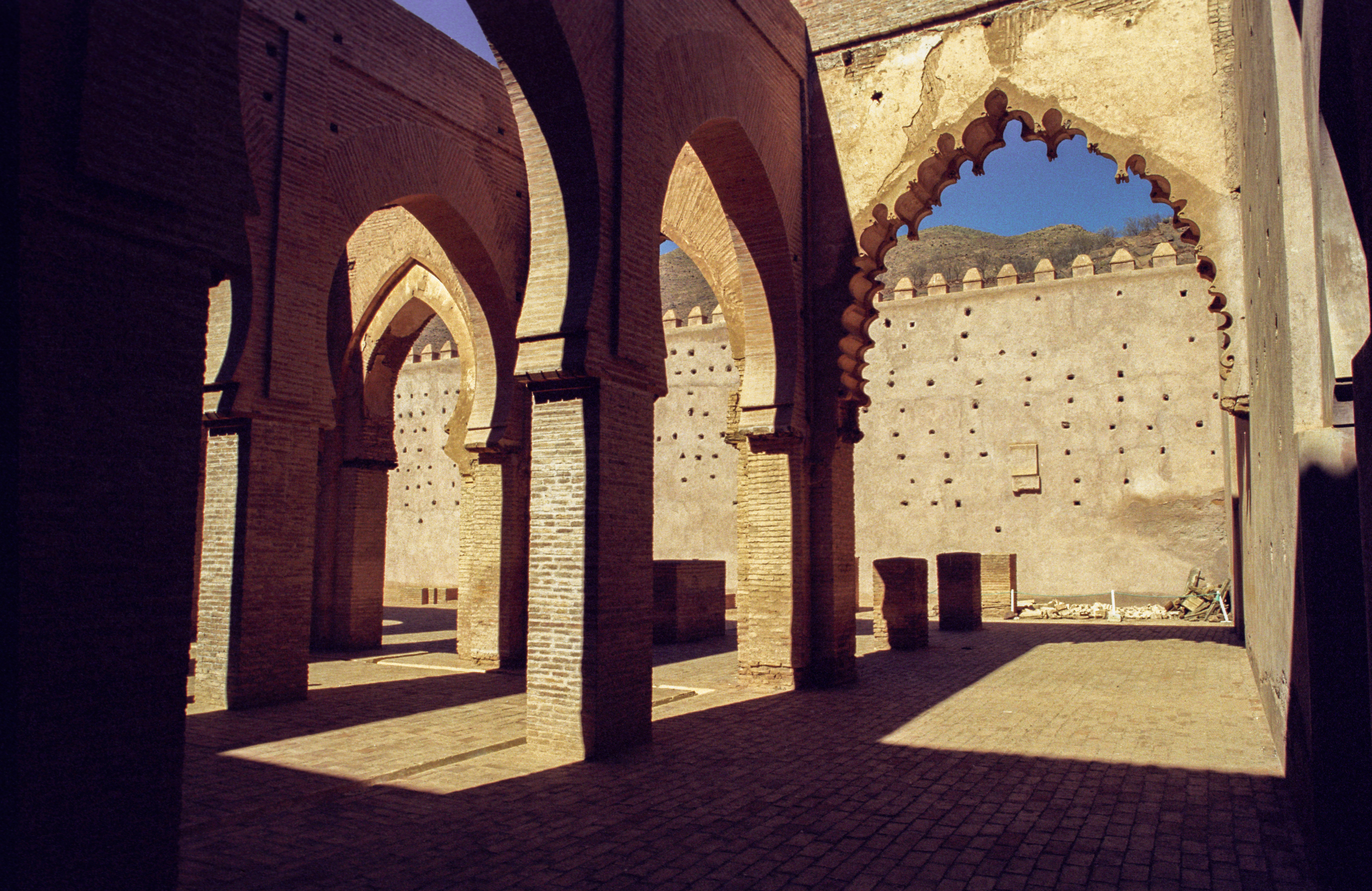